# Vittorio Peglion
Vittorio Peglion (L'Escarène, 29 luglio 1873 – Bologna, 3 settembre 1967) è stato un agronomo e politico italiano.
Laureato a Pisa è stato professore ordinario di biologia agraria e di patologia vegetale a Bologna, città in cui ha diretto anche l'Istituto superiore agrario e della quale ha presieduto il consiglio provinciale.